# グレッグ・バレンタイン
グレッグ・バレンタイン（Greg Valentine、本名：Jonathan Anthony Wisniski、1951年9月20日 - ）は、アメリカ合衆国のプロレスラー。ワシントン州シアトル出身。
「金髪の妖鬼」の異名で呼ばれたジョニー・バレンタインの息子で、父親譲りの強烈なエルボー攻撃から、ザ・ハンマー（The Hammer）のニックネームを持つ。
父親と比べると小柄ではあったが、ヒールのメインイベンターとしてNWAの主要テリトリーやWWF（現：WWE）などのメジャー団体で実績を築いた。

## 来歴
学生時代にアルバイトとしてリングに上がった経験を持つ。1970年にカルガリーでスチュ・ハートの門下生となり本格的にプロレスを学び、同年7月にアンジェロ・モスカを相手にデビュー（5分ほどで敗退）。その後ザ・シークの元でもトレーニングを受けている。
若手時代はベビーフェイス・ネルソン（Baby Face Nelson）やジョニー・ファーゴ（Johnny Fargo）などのリングネームを名乗り、AWA傘下のローカル・エリアやNWF、テキサスのアマリロ地区などで試合をしていた。NWFではドン・ファーゴとのファビュラス・ファーゴズ（The Fabulous Fargos）として、1972年5月11日にドミニク・デヌーチ&トニー・パリシのイタリアン・コネクションからNWF世界タッグ王座を奪取している。
1974年からエディ・グラハムの主宰するNWAフロリダ地区に移り、当初はジョニー・バレンタイン・ジュニア（Johnny Valentine, Jr.）、後にグレッグ・バレンタイン（Greg Valentine）の名前で活動する。当時、父親のジョニー・バレンタインはまだ現役選手として第一線で活躍しており、父の意向から息子ではなく「弟」と称していた（息子がデビューするほどの年齢であることが公になると、自分の商品価値が下がってしまうとジョニーが懸念したため）。
1975年2月14日、ロサンゼルスのオリンピック・オーディトリアムでエドワード・カーペンティアからNWAアメリカス・ヘビー級王座を奪取して注目を浴び、4月25日には当時ジャック・ブリスコの保持していたNWA世界ヘビー級王座に初挑戦した。
同年10月、父ジョニーやリック・フレアーが乗ったセスナ機が墜落するという事故が起きる。この時の怪我でジョニーは引退。この事故後にグレッグはジョニー・バレンタインの息子であるということを公表し、1976年よりジム・クロケット・ジュニア主宰のNWAミッドアトランティック地区を主戦場とする。父のパートナーでもあったフレアーとの金髪コンビで同地区認定のタッグ王座を何度となく獲得し、次代を担うヒールとして期待された。
1978年12月より、ビンス・マクマホン・シニア時代のWWFに登場。1979年2月19日と3月26日、ニューヨークのマディソン・スクエア・ガーデンでボブ・バックランドのWWFヘビー級王座に連続挑戦（初戦では60分時間切れ引き分け）、メインイベンターの地位を確立した。1983年まではWWFとNWAを行き来しながら試合をしており、NWAではフレアーやワフー・マクダニエル、ロディ・パイパー、ディック・スレーターらと抗争を展開し、USヘビー級王座（後のWCW・US王座、現在のWWE・US王座）を3回に渡って獲得するなどトップ戦線で活躍した。
1984年より、ビンス・マクマホン・ジュニアの新体制下で全米侵攻を開始していたWWFに定着。ジミー・ハートをマネージャーに、ハルク・ホーガンのWWF世界ヘビー級王座に挑戦する一方、ティト・サンタナとインターコンチネンタル・ヘビー級王座を巡り名勝負を繰り広げる（1984年9月24日にサンタナを破り王座を獲得後、ジミー・スヌーカ、ジャンクヤード・ドッグ、イワン・プトスキー、トニー・アトラス、サージェント・スローター、リッキー・スティムボート、バリー・ウインダムらの挑戦を退け、翌年7月6日にサンタナに奪還されるまで戴冠していた）。

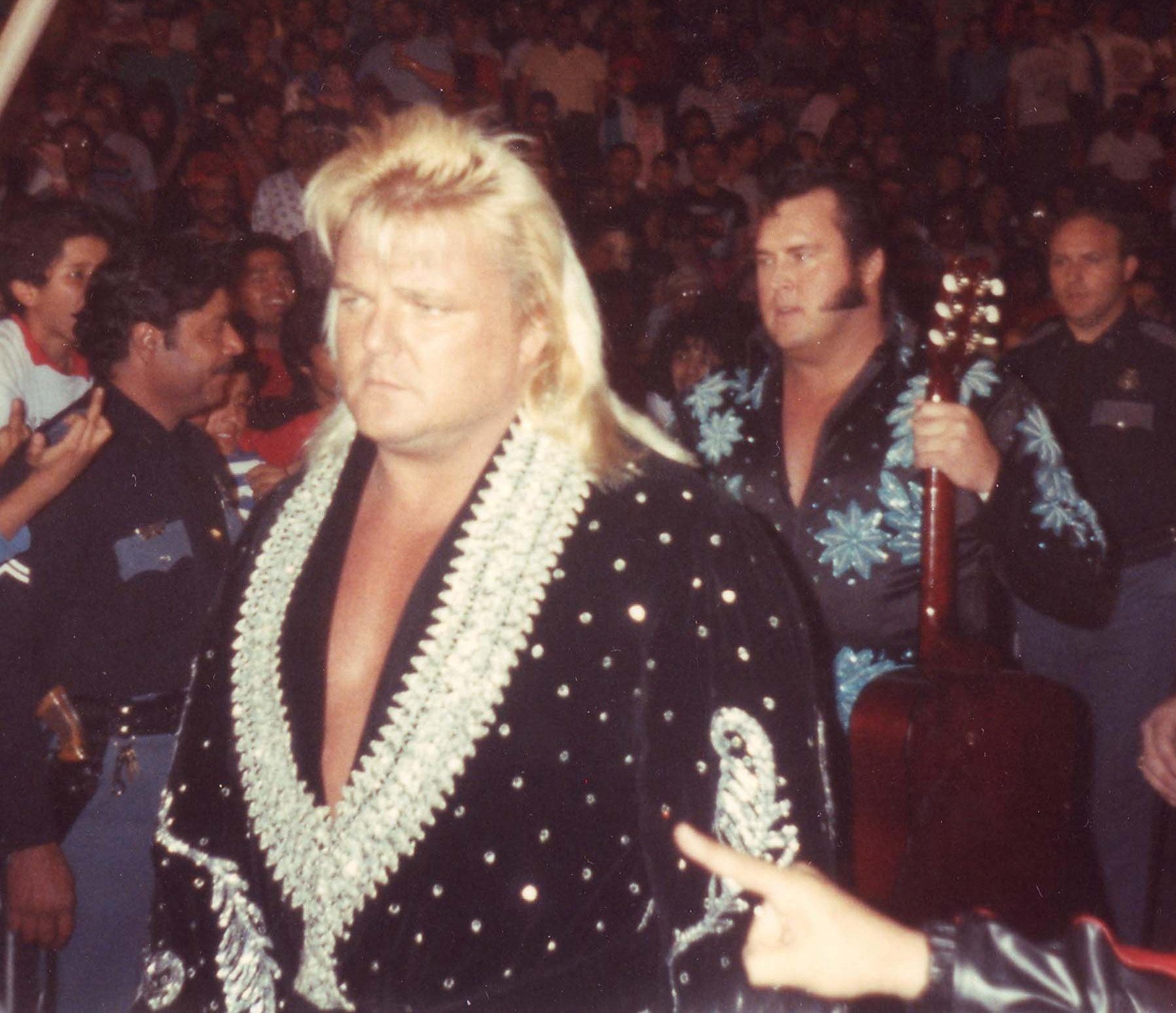
ホンキー・トンク・マン（後方）とのタッグチーム、リズム&ブルース

1985年からはジョニー・バリアントをマネージャーに迎え、ブルータス・ビーフケーキとのドリーム・チーム（The Dream Team）で活動。8月24日にウインダム&マイク・ロトンドのUSエクスプレスからWWF世界タッグ王座を奪取し、1986年4月7日のレッスルマニア2において、ダイナマイト・キッド&デイビーボーイ・スミスのブリティッシュ・ブルドッグスに敗れるまで戴冠した。ビーフケーキとの仲間割れ後はディノ・ブラボーを新パートナーにドリーム・チームを再編している。バリアントのWWF離脱後は再びハートがマネージャーとなり、1988年3月27日のレッスルマニアIVでは、空位となっていたWWF世界ヘビー級王座の新王者決定トーナメントに出場。1回戦ではNWA時代からの宿敵スティムボートを破ったが、2回戦でランディ・サベージに敗退した。1989年にはホンキー・トンク・マンとリズム&ブルース（Rhythm and Blues）を結成し、ブレット・ハート&ジム・ナイドハートのハート・ファウンデーションなどと抗争した。
1991年のWWF離脱後はWCWに参戦。1992年2月17日、テリー・テイラーと組んでロン・シモンズ&ビッグ・ジョッシュからUSタッグ王座を奪取している。プエルトリコのWWCにも参戦して、1993年8月8日にトーナメント決勝でインベーダー1号を破り、前王者カルロス・コロンの引退で空位となっていたユニバーサル・ヘビー級王座を獲得した。
セミリタイア後の2000年代もインディー団体への出場を続け、2004年にWWE殿堂に迎えられた（インダクターはジミー・ハート）。2008年3月31日には、WWE・RAWにて行われたフレアーの引退セレモニーに出席した。

### 日本での活動
1975年5月、新日本プロレスの『ゴールデン・ファイト・シリーズ』に初来日。アントニオ猪木、坂口征二、ストロング小林とシングルマッチで対戦し、特別参加したアンドレ・ザ・ジャイアントやタイガー・ジェット・シンのパートナーにも起用された。以降も新日本には度々参戦して、再来日時の同年12月4日にはイワン・コロフと組んで猪木&坂口の北米タッグ王座に挑戦。同王座には1979年11月16日にも、マサ斎藤とのコンビで新王者チームの坂口&長州力に挑戦している。同年12月4日には大阪府立体育館にて、藤波辰巳が保持していたWWFジュニアヘビー級王座に体重を減らして挑戦、好勝負を展開した。
1984年9月にはWWFインターコンチネンタル・ヘビー級王者として新日本プロレスの『ブラディ・ファイト・シリーズ』後半戦に特別参加。シリーズ最終戦となる9月20日の大阪府立体育館大会では、ノンタイトル戦ながら当時WWFインターナショナル・ヘビー級王者であった藤波とのインター王者同士の対戦が実現している（結果は逆さ押さえ込みで藤波の勝利）。
1990年代は日米レスリングサミットやSWS、バトラーツ、初期の大日本プロレスなどにも来日しており、1990年4月13日の日米レスリングサミットではザ・グレート・カブキとシングルマッチで対戦した。

## 得意技
- エルボー・ドロップ
- エルボー・バット
- 足4の字固め

## 獲得タイトル
アメリカン・レスリング・アソシエーション

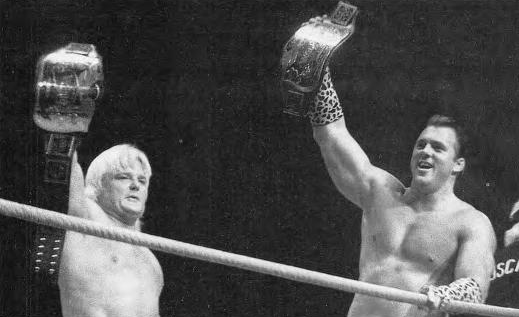
ブルータス・ビーフケーキ（右）と組んでのWWF世界タッグ王者時代（1985年）

- AWA中西部タッグ王座：1回（w / ジェリー・ミラー）[24]

ナショナル・レスリング・フェデレーション
- NWF世界タッグ王座：2回（w / ドン・ファーゴ）[3]

NWAウエスタン・ステーツ・スポーツ
- NWAウエスタン・ステーツ・タッグ王座：1回（w / ドン・ファーゴ）[25]

NWAハリウッド・レスリング
- NWAアメリカス・ヘビー級王座：2回[26]
- NWAビート・ザ・チャンプTV王座：2回[27]

NWAトライステート
- NWA USタッグ王座（トライステート版）：2回（w / ビル・ワット、ゴージャス・ジョージ・ジュニア）[28]

ミッドアトランティック・チャンピオンシップ・レスリング
- NWA USヘビー級王座（ミッドアトランティック版）：3回[8]
- NWA世界タッグ王座（ミッドアトランティック版）：4回（w / バロン・フォン・ラシク、レイ・スティーブンス、リック・フレアー×2）[29]
- NWAミッドアトランティック・ヘビー級王座：2回[30]
- NWAミッドアトランティック・タッグ王座：1回（w / リック・フレアー）[31]
- NWAミッドアトランティックTV王座：2回[32]

メープル・リーフ・レスリング
- NWAカナディアン・ヘビー級王座（トロント版）：1回[33]

ワールド・レスリング・フェデレーション / ワールド・レスリング・エンターテインメント
- WWFインターコンチネンタル・ヘビー級王座：1回[10][34]
- WWF世界タッグ王座：1回（w / ブルータス・ビーフケーキ）[11][35]
- WWE殿堂：2004年度[1]

ワールド・チャンピオンシップ・レスリング
- WCW USタッグ王座：1回（w / テリー・テイラー）[13]

ワールド・レスリング・カウンシル
- WWCカリビアン・ヘビー級王座：1回[36]
- WWCユニバーサル・ヘビー級王座：1回[14]

インディー
- NWA北米ヘビー級王座：1回（1994年にダラスで新設されたインディー団体のタイトル）
- IWCCWヘビー級王座：1回
- AWFタッグ王座：1回（w / トミー・リッチ）[1]

## マネージャー
- ジン・アンダーソン（MACW）
- グラン・ウィザード（WWF）※ビンス・マクマホン・シニア期
- ルー・アルバーノ（WWF）※ビンス・マクマホン・シニア期
- サー・オリバー・フンパーディンク（MACW）
- ジミー・ハート（WWF）※ビンス・マクマホン・ジュニア期
- ジョニー・バリアント（WWF）※ビンス・マクマホン・ジュニア期
- スカンドル・アクバ（NWAダラス）